# Impact Exciter
Albums de Nana Mizuki
Ultimate Diamond
(2009) Rockbound Neighbors
(2012)
Compilations par Nana Mizuki
The Museum II
(2011)
Singles
Impact Exciter est le 8e album studio de la chanteuse et seiyū japonaise Nana Mizuki sorti le 7 juillet 2010 sous le label King Records. Il arrive 2e à l'Oricon. Il se vend à 93 364 exemplaires la première semaine et reste classé 17 semaines pour un total de 126 175 exemplaires vendus. L'édition limitée du CD+DVD est dans une spéciale box et contient un photobook de 48 pages.

## Liste des titres
| 1.  | Time to Impact Exciter (TIME TO IMPACT EXCITER)               |                                            | Noriyasu Agematsu               | 1:23 |
| 2.  | Next Arcadia (NEXT ARCADIA)                                   | Hibiki                                     | Noriyasu Agematsu               | 4:50 |
| 3.  | Mysterion (ミュステリオン)                                    | Shihori                                    | Shihori/Masato Nakayama         | 3:24 |
| 4.  | Silent Bible                                                  | Nana Mizuki                                | Haruki Mori/Daisuke Kikuta      | 4:09 |
| 5.  | Young Alive!                                                  | Nana Mizuki                                | Miyake Hirobumi/Fujita Junpei   | 4:09 |
| 6.  | Scoop Scope (SCOOP SCOPE)                                     | Yūmao                                      | Shinya Saitō                    | 4:42 |
| 7.  | Dragonia (DRAGONIA)                                           | Hibiki                                     | Ryou Takashi/Fujita Junpei      | 4:11 |
| 8.  | Mugen (夢幻)                                                  | Nana Mizuki                                | Agematsu Noriyasu/Fujita Junpei | 4:21 |
| 9.  | Karen Moyou (夏恋模様)                                        | Fujibayashi Shouko                         | Saito Yuya                      | 5:29 |
| 10. | Koi no Yokushiryoku -type Exciter- (恋の抑止力-type EXCITER-) | Metal Gear Solid Peace Walker (sound team) | Akihiro Honda/Kikuta Daisuke    | 4:56 |
| 11. | Phantom Minds (PHANTOM MINDS)                                 | Nana Mizuki                                | Eriko Yoshiki/Jun Suyama        | 3:42 |
| 12. | Strobe Cinema (ストロボシネマ)                                | Sayuri Katayama                            | Shogo Ohnishi                   | 4:04 |
| 13. | Toraware no Babel (囚われのBabel)                             | Gorō Matsui                                | Fujita Junpei                   | 4:30 |
| 14. | Albireo (アルビレオ)                                          | Nana Mizuki                                | Nana Mizuki/Hitoshi Fujima      | 3:52 |
| 15. | Don't be long                                                 | Toshirō Yabuki                             | Toshirō Yabuki                  | 4:40 |
| 16. | July 7 (7月7日)                                               | Nana Mizuki                                | Mika Agematsu/Hitoshi Fujima    | 5:44 |

| 1. | [Lesson 1: Eigo] NANA IN LONDON (ULTIMATE DIAMOND SHOOTING MOVIE) (【Lesson 1：英語】 NANA IN LONDON (ULTIMATE DIAMOND SHOOTING MOVIE))           |  |
| 2. | [Lesson 2: Taiiku] Ehime Mandarin Pirate Shikyuushiki @ Niihama Shiei Kyuujou (【Lesson 2：体育】 愛媛マンダリンパイレーツ始球式＠新居浜市営球場) |  |
| 3. | [Lesson 3: Shakai] Minetopia Besshi Shakaika Kengaku (【Lesson 3：社会】 マイントピア別子 社会科見学)                                             |  |
| 4. | [Lesson 4: Kagaku] Nippon Kagaku Miraikan Kagaku Kengaku (【Lesson 4：科学】 日本科学未来館 科学見学)                                             |  |
| 5. | [Lesson 5: Kateika] Nana-sensei no Oryouri Chasse! (【Lesson 5：家庭科】 奈々先生のお料理シャッス！)                                              |  |
| 6. | [Lesson 6: Dance] Furitsuke MUSIC VIDEO "Koi no Yokushiryoku -type EXCITER-" (【Lesson 6：ダンス】 振付MUSIC VIDEO『恋の抑止力-type EXCITER-』)   |  |
| 7. | [Lesson 7: Kokugo] Sakushi Laisetsu & MUSIC VIDEO "7-gatsu 7-ka" (【Lesson 7：国語】 作詞解説＆MUSIC VIDEO『7月7日』)                             |  |